# Egegik
Egegik é uma cidade localizada no estado americano de Alasca, no Distrito de Lake and Peninsula.

## Demografia
Segundo o censo americano de 2000, a sua população era de 116 habitantes.
Em 2006, foi estimada uma população de 97, um decréscimo de 19 (-16.4%).

## Geografia
De acordo com o United States Census Bureau, a localidade tem uma área de 347,0 km², dos quais 84,9 km² cobertos por terra e 262,1 km² cobertos por água.

## Localidades na vizinhança
O diagrama seguinte representa as localidades num raio de 80 km ao redor de Egegik.